# Stephos fultoni
Stephos fultoni is een eenoogkreeftjessoort uit de familie van de Stephidae. De wetenschappelijke naam van de soort is voor het eerst geldig gepubliceerd in 1898 door Scott T. & A..